# Straßenbahn Münster

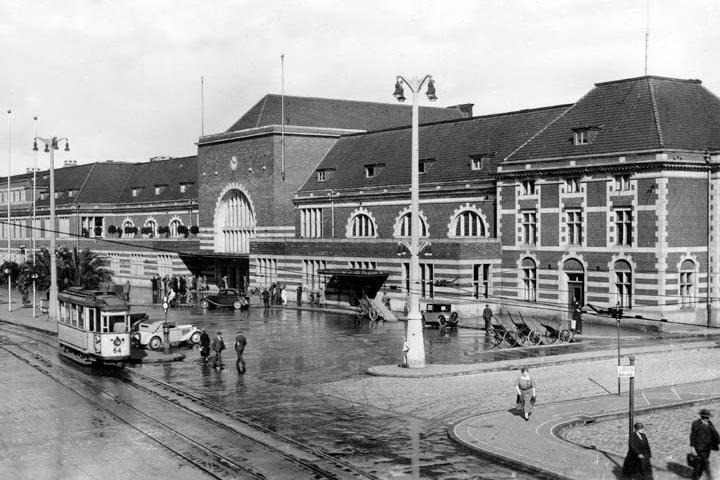
1930: Gothaer Triebwagen 64 am Bahnhof

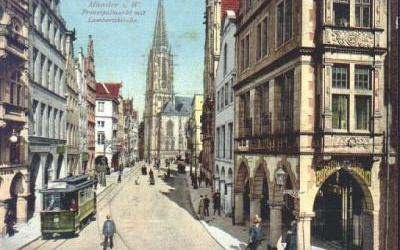
Der Prinzipalmarkt im Jahr 1919

Das Straßenbahnnetz in Münster bestand vom 13. Juli 1901 bis zum 25. November 1954. Es wurde von den Stadtwerken Münster in Meterspur betrieben. In seiner maximalen Ausdehnung umfasste es drei Linien und 12 Kilometer Linienweg. Die günstigen ebenen topografischen Verhältnisse ermöglichten von Beginn an den Betrieb mit Beiwagen.
Neben einigen sich im Privatbesitz befindenden Fahrzeugmodellen und Dioramen erinnert nur noch sehr wenig an die Straßenbahn in Münster. Eines dieser Fahrzeugmodelle, der Gothaer Triebwagen 62, befindet sich im Stadtmuseum Münster.
Einzig der ehemalige Gothaer Straßenbahn-Triebwagen 65 hat im Original überlebt. 1993 fand er seinen Weg in schlechtem Zustand zurück nach Münster und wurde seit 2002 durch den im selben Jahr gegründeten Verein zur Rettung der letzten Straßenbahn in Münster umfassend restauriert. Nach erfolgreicher Restaurierung fand der Wagen am 30. September 2013 einen Platz im Innenhof des Stadthauses 3.

## Geschichte

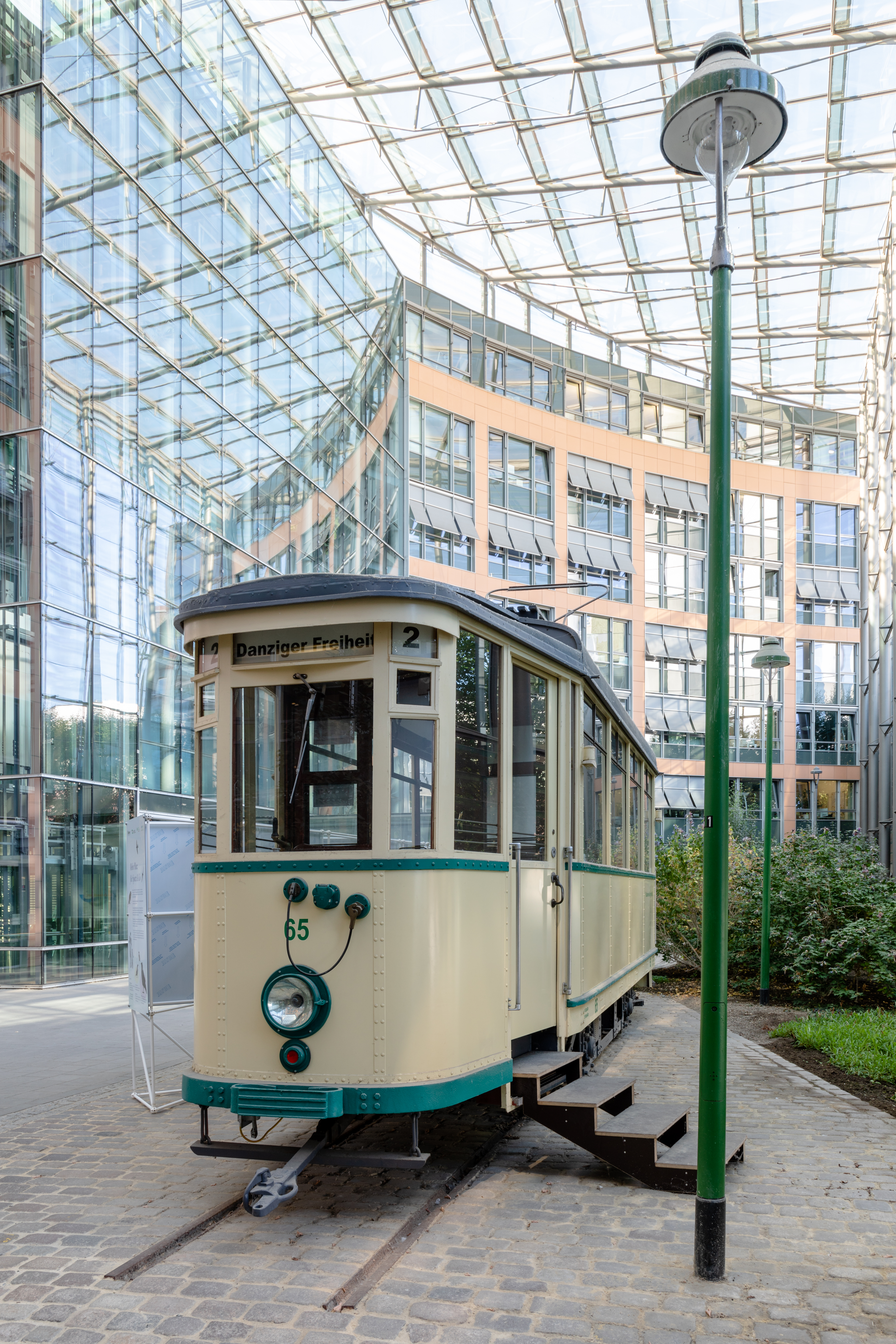
Restaurierter Gothaer Triebwagen 65 im Stadthaus 3

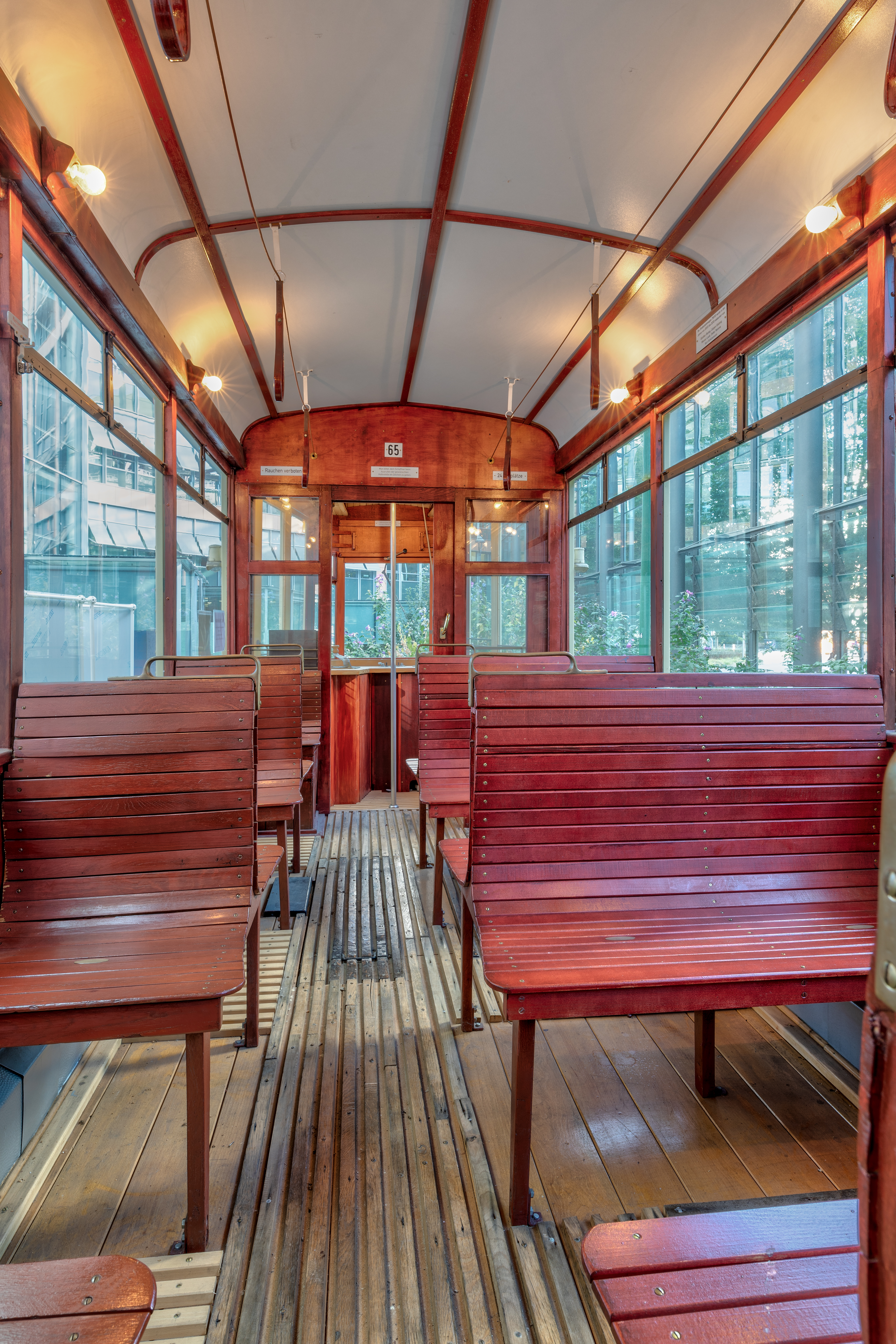
Restaurierter Gothaer Triebwagen 65 im Stadthaus 3

Angefangen hatte die Geschichte der „Elektrischen“ in Münster am 13. Juli 1901. Mit 25 Triebwagen und acht Beiwagen wurde der Betrieb auf den ersten drei Linien mit den Farben rot, gelb und grün durch die Elektrizitäts-AG vormals W. Lahmeyer & Co. in Frankfurt am Main aufgenommen, welche die Strecken erbaut und den Betrieb von der Stadt gepachtet hatte. Die Straßenbahn ersetzte damals die zwei am 8. August 1888 durch den Kutscher Heinrich Hagenschneider in der Stadt Münster eröffneten und seither auch durch ihn betriebenen Pferdeomnibuslinien. Nach zwölf Jahren Betrieb der drei Linien wurde 1913 die Ratsherrenlinie vom Drubbel zum Nordplatz eröffnet. Die Strecke wurde mit der grünen Linie verbunden und als blaue Linie bezeichnet. Das Netz umfasste nun insgesamt rund zwölf Kilometer.
Im Ersten Weltkrieg mussten, als Ersatz für die an die Front eingezogenen männlichen Wagenführer und Schaffner, Frauen den Schaffnerdienst in Münster übernehmen. Im März 1920 wurde der Betrieb wegen Unruhen, Kohlemangels und heftigen Schneefalls zeitweise eingestellt. Zwischen dem 5. Mai und dem 19. Dezember 1920 ruhte der Verkehr auf der blauen Linie. Ab dem 6. Mai 1921 wurde diese Linie wieder eingestellt. Ab dem 30. September 1922 stellte der Rat den Betrieb aller Linien aufgrund der hohen Inflation ein. Im Juli 1923 lief der Verkehr aufgrund des Sängerfestes für neun Tage wieder. Am 16. Februar 1924 nahmen die rote und die gelbe, am 1. Juli 1924 die blaue und die grüne Linie wieder ihren Verkehr auf.

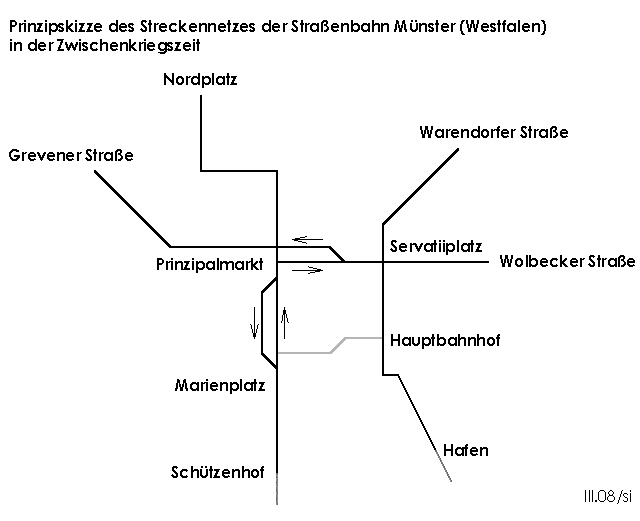
Netzplan zwischen den Weltkriegen

Im Zweiten Weltkrieg wurde die Stadt Münster schon früh von Bombenangriffen heimgesucht. Bereits im Juli 1941 kam es zu Betriebsunterbrechungen, nachdem zahlreiche Oberleitungen beschädigt waren. In den folgenden Jahren kam es immer wieder zu Kriegsschäden. Es musste zudem wiederum weibliches, auch zum Arbeitsdienst eingezogenes Personal den Fahr- und Schaffnerdienst übernehmen, um die zum Wehrdienst eingezogenen Männer zu ersetzen. Nach der Zerstörung des Elektrizitätswerkes am 12. September 1944 – die Fahrzeughalle und Werkstätten wurden bereits im Vorjahr zerstört – wurde der Betrieb vorübergehend eingestellt.
Am 13. November 1946 wurde der erste Abschnitt wieder in Betrieb genommen. Ab 1948 wurden zwei der ehemals vier Linien bedient. Am 26. Oktober und am 25. November 1954 kam die Stadt den Empfehlungen des Verkehrsplaners Max-Erich Feuchtinger nach und stellte die letzten beiden Straßenbahnlinien ein. Dies nachdem bereits 1926 der Autobus und 1949 der Oberleitungsbus eingeführt wurden.

## Zukunft
Das erwartete weitere Bevölkerungswachstum in Münster macht die Erschließung neuer Wohngebiete erforderlich. Im Februar 2017 wurden Überlegungen öffentlich, diese gegebenenfalls per Stadt- oder Straßenbahn an den ÖPNV anzubinden. Eine Umsetzung dieser Idee ist völlig offen, es gründete sich jedoch bereits eine Initiative.

## Linien
| Linie 1 (rot)  | Hafen (Halle Münsterland) – Hauptbahnhof – Servatiiplatz – Lambertikirche (Prinzipalmarkt) – Grevener Straße                 |
| Linie 2 (gelb) | Warendorfer Straße – Servatiiplatz – Lambertikirche (Prinzipalmarkt) – Schützenhof (Hammer Straße)                           |
| Linie 3 (blau) | Wolbecker Straße – Servatiiplatz – Lambertikirche (Prinzipalmarkt) – Neubrückenstraße – Stadttheater, Stadthalle – Nordplatz |
| Linie 4 (grün) | Schützenhaus – Ludgeriplatz – Hauptbahnhof – Wolbecker Straße                                                                |

1932 verkehrte die Straßenbahn von 6:00 bis 24:00 Uhr. Zwischen 6:00 und 7:00 Uhr sowie zwischen 21:00 und 24:00 Uhr wurde dabei ein Zwölf-Minuten-Takt angeboten, zwischen 7:00 bis 21:00 Uhr verkehrte sie alle sechs Minuten.
Nur kurze Zeit – vor dem Ersten Weltkrieg – verkehrte auch eine „grüne Linie“ auf dem Weg vom Marienplatz über die Straßen Verspoel und Windthorststraße sowie Bahnhofsstraße bis zum Albersloher Weg. Mit der Einstellung der Straße wurde die Strecke vom Bahnhof bis zum Albersloher Weg von der „roten Linie“ übernommen. Linie 4 (die "Grüne Linie") kam 1913 als Erweiterung hinzu.

## Wagenpark

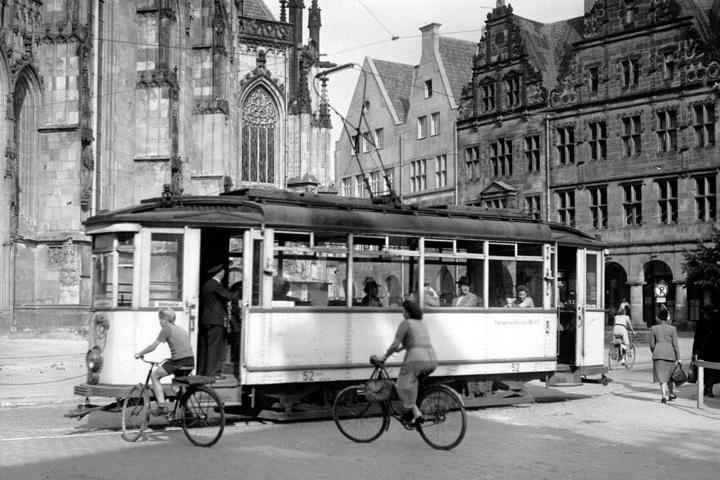
Gothaer Straßenbahn-Triebwagen vor der Lambertikirche, 1936

Ursprünglich war der Wagenpark olivgrün mit abgesetzten Zierlinien und einem großen Stadtwappen auf den Seitenwänden lackiert. Ungefähr 1937 wurde ein hellbeiger Anstrich mit olivgrünen Trennlinien eingeführt, der bis zur Betriebseinstellung beibehalten wurde. Die Stromabnahme erfolgte anfänglich mit Rollenstromabnehmern, ab 1927 wurden Lyrastromabnehmer verwendet.
| Art        | Nummern | Baujahr | Einsatz bis | Hersteller     | Anmerkungen                              |
| ---------- | ------- | ------- | ----------- | -------------- | ---------------------------------------- |
| Triebwagen | 1–25    | 1901    | 1954        | Garbe-Lahmeyer | 1), 2)                                   |
| Beiwagen   | 26–33   | 1901    | 1954        | Garbe-Lahmeyer | 1), 2)                                   |
| Triebwagen | 51–70   | 1926    | 1954        | Gotha / AEG    | Hechtform. 3), 4), 5), 1960 verschrottet |
| Beiwagen   | 301–302 | 6)      | 1954        |                | 1954 verschrottet                        |
| Beiwagen   | 303–305 | 1951    | 1954        | Eigenbau       | 7), 8), 1960 verschrottet                |

1) Erstausstattung
2) Die Verschrottung der übrigen, nicht im Zweiten Weltkrieg zerstörten Wagen erfolgte 1954
3) davon fünf im Zweiten Weltkrieg vollständig zerstört, die übrigen 15 stark beschädigten wurden nach dem Krieg wiederaufgebaut
4) 1954: 52, 54 und 56 an die Osnabrücker Straßenbahn verkauft. 52 dort umnummeriert in 34, 54 in 35 und 56 in 36. 1959: Umbau zweier Triebwagen in Beiwagen (34 in 75II und 35 in 68IV).

1954: 53, 57, 59, 60, 62 und 64 bis 69 an die Straßenbahn Würzburg verkauft, dort als Triebwagen 102 bis 107 und Beiwagen 173 bis 177 in Betrieb bis 1975.
5) 1975: 65 (Würzburger Nummer 207 ex 107) von Würzburg an das Deutsche Straßenbahnmuseum abgegeben. 1986: Konkurs des Deutschen Straßenbahnmuseums in Hannover, Übernahme durch den Verein Hannoversches Straßenbahn-Museum. 1993: Kauf durch Privatpersonen und Rückkehr nach Münster. 2002: Übernahme durch den Verein zur Rettung der letzten Straßenbahn in Münster und Beginn der Restaurierung. Seit September 2013 im Stadthaus 3 ausgestellt.
6) gebraucht von der Straßen- und Bergbahn Baden-Baden übernommen
7) Bau des Beiwagens 303 unter Wiederverwendung des Wagenkastens von Triebwagen 49
8) 303–305 1954 nach Osnabrück verkauft, dort umnummeriert in 69III-71III